# Soziopath (Album)
Soziopath ist das erste Soloalbum des deutschen Rappers Hollywood Hank. Es erschien am 11. Dezember 2006 über Rapz-Records. Die Wiederveröffentlichung erschien am 6. Dezember 2011 über Selfmade Records. Das Album gilt aufgrund seiner rohen Beats und seiner expliziten Texte mittlerweile im deutschen Rap, besonders im deutschen Horrorcorerap, als Klassiker.

## Hintergrund
Hollywood Hank, geboren als Sven Pingel, wuchs in Prenzlauer Berg in Ost-Berlin auf. Da im Osten Deutschlands die Neonazi-Szene besonders stark war und Pingels bester Freund zu der Zeit ein Junge afrikanischer Abstammung war, bekam dieser des Öfteren schwere Probleme mit Neonazis. Dies reichte so weit, dass Pingel eines Tages von diesen mit Brennnesseln malträtiert wurde und als Folgen Depressionen und wiederkehrende Albträume bekam. Auch etwas später, als Pingel auf das Land zog, kam er öfters in Konflikte mit Neonazis, was dazu führte, dass sich Pingel zu einem Einzelgänger und Provokateur entwickelte. Da Pingel, laut eigenen Angaben, aber nicht gewalttätig war und es deswegen nicht schaffte, seine angestauten Aggressionen physisch an anderen Menschen auszulassen, fing er an, seine Gewalt und Rachefantasien, die besonders durch die Auseinandersetzungen mit Neonazis, aber auch mit dem schlechten Verhältnis zu seinen Eltern entstanden, aufzuschreiben und etwas später, unter der von ihm erschaffenen Figur Hollywood Hank, an die Öffentlichkeit zu bringen.
Anfang 2003 meldete sich Hank bei der Reimliga Battle Arena (kurz: RBA) an und konnte dort binnen kürzester Zeit einen großen Bekanntheitsgrad erlangen, was schließlich dazu führte, dass ein ostdeutsches Label namens Rapz-Records auf ihn aufmerksam wurde und ihn 2006 schließlich unter Vertrag nahm.
Bis zu der Fertigstellung des Albums hielt sich Hank großteils aus der Öffentlichkeit heraus und veröffentlichte nur ein paar Freetracks auf rappers.in und Gastbeiträge auf JAW-Alben, ehe er Ende 2006 endgültig die Veröffentlichung von Soziopath bekannt gab. Ende des Jahres 2006 wurde schließlich das lang erwartete Album Soziopath veröffentlicht.

### Produktion
Das Album wurde beinahe komplett von Hollywood Hank selber produziert. Lediglich die Musik zum Song Ostdeutschland wurde von Sh1kane produziert. Zum Produzieren des Albums benutzte Hank das Programm Fruity Loops, zum Schnitt das Programm Sony Vegas. Besonders für das Album sind die vielen Samples, überwiegend Filmzitate, die in beinahe jedem Song beinhaltet sind. So finden sich auf dem Album unter anderem Stellen aus Filmen wie Sin City, Fear and Loathing in Las Vegas und Menschenfeind, aber auch Musiksamples beispielsweise von dem Song The Beautiful People von Marilyn Manson.

## Titelliste
| #  | Titel                            | Gastbeiträge                 | Produzent      | Länge |
| -- | -------------------------------- | ---------------------------- | -------------- | ----- |
| 1  | Vorwort                          |                              | Hollywood Hank | 1:59  |
| 2  | Introvertiert                    |                              | Hollywood Hank | 2:18  |
| 3  | Nur die Liebe zählt              |                              | Hollywood Hank | 3:16  |
| 4  | Liebe & Romantik                 |                              | Hollywood Hank | 3:05  |
| 5  | Skit Feinschmecker               |                              | Hollywood Hank | 1:31  |
| 6  | HIV Prototyp                     |                              | Hollywood Hank | 2:45  |
| 7  | Ostdeutschland                   | Dissziplin                   | Sh1kane        | 3:07  |
| 8  | Eastside Representer             | Porta One, Rikz              | Hollywood Hank | 1:41  |
| 9  | Hart aber Herzlos                |                              | Hollywood Hank | 3:29  |
| 10 | Skit Die Hoffnung stirbt zuletzt | DonJohn, Rickbo              | Hollywood Hank | 4:11  |
| 11 | Sex, Drugs and Rock’n'Roll       |                              | Hollywood Hank | 3:02  |
| 12 | Soziopath                        |                              | Hollywood Hank | 2:35  |
| 13 | Arbeitsbeschaffungsmaßnahme      | JAW                          | Hollywood Hank | 3:41  |
| 14 | Skit Kinderliebe                 | Kitty Koffin                 | Hollywood Hank | 2:43  |
| 15 | Schöner Wohnen                   |                              | Hollywood Hank | 2:58  |
| 16 | Volles Programm                  |                              | Hollywood Hank | 1:29  |
| 17 | Skit Tod der Scheidung           |                              | Hollywood Hank | 3:19  |
| 18 | Gott, schenk ihnen Flügel        | JAW                          | Hollywood Hank | 3:35  |
| 19 | Discovery Channel                |                              | Hollywood Hank | 3:03  |
| 20 | Skit Internetstar                |                              | Hollywood Hank | 0:53  |
| 21 | Rechts vor Links                 |                              | Hollywood Hank | 2:55  |
| 22 | Deepthroating & Peitsche         |                              | Hollywood Hank | 2:50  |
| 23 | Das Urteil                       | Persteasy, Crusoe, JAW, Dima | Hollywood Hank | 6:00  |

## Inhalt

### Texte
Inhaltlich dreht sich ein Großteil der Lieder auf Soziopath um Hanks Drogenkonsum, perverse sexuelle Vorlieben, Gottlosigkeit und eine sexistische sowie gewaltverherrlichende Haltung. Außerdem spielt der Rapper auch auf den Nationalsozialismus an, was an Zeilen wie „Bitch was los, ich bin Hitlers Sohn“ deutlich wird. Besonders oft bedient sich der Rapper am Rap-Untergenre Horrorcore-Rap und beleidigt, wie für das Genre normal, mehr oder weniger bekannte Rapper, vor allem Eko Fresh (z. B.:„[…] ich sing Eko ist ein Spast […]“), Curse (z. B.: „[…] stech solange auf Curse ein, bis er rumfliegt wie nen Astronaut.“) und Bushido (z. B.: „Ich hab wie Bushido einen Ghostwriter […]“). Allerdings finden auch einzelne Hip-Hop-Labels wie z. B. Aggro Berlin („Mein Logo ist kein Sägeblatt, mein Logo ist ein Hakenkreuz.“) oder Eimsbush („Box dich und du zerbröckelst wie der Eimsbush-Klan.“) Erwähnung. Allgemein bedient sich der Rapper auf dem Album des Öfteren an Namen im Rapgenre und teilt seinen daraus resultierenden Unmut über Deutschen-Rap mit. So bezeichnet er sich selber auf dem Album als den „einzigen dopen deutschen Rapper […]“ und verallgemeinert Rap, indem er ihn als „schwul“ und „scheiße“ bezeichnet.
Zudem thematisiert Hank, wie beim Battle-Rap so üblich, seine Überlegenheit gegenüber der Konkurrenz („Du kannst gerne rappen doch dich nicht mit mir vergleichen, denn deine Tracks sind überwiegend peinlich so wie Tribals“) und wirft diesen eine kommerzielle Haltung vor, wobei besonders häufig der Vergleich mit Prostituierten gezogen wird („[…] doch ihr lasst euch für etwas Cash in euren Arsch ficken.“). Im Gegensatz dazu verteidigt sich der Künstler selber und bezeichnet sich, trotz seines damaligen Bekanntheitsgrades, immer noch als „Untergrund“ („[…] ich bin Deutschlands letzte Untergrundhoffnung“).
Der Song Ostdeutschland (feat. Dissziplin) stellt auf Soziopath inhaltlich eine Ausnahme dar, da er von den negativen Umständen in den neuen Bundesländern handelt.
Weiterhin wird der ostdeutsche Patriotismus an Versen wie „Das ist für mein Heimatland, das ist für den Osten, das ist für Leute mit Hoffnung und Stolz.“ deutlich.
Auch die vier Skits heben sich vom Rest des Albums ab, da sie, im Gegensatz zu den anderen Liedern, nicht aus der Sicht Hollywood Hanks’ sind und sich thematisch mit sozialen Missständen und „perversen“ sexuellen Vorlieben auseinandersetzen:
So handelt der erste Skit Feinschmecker von Kannibalismus und der genauen Beschreibung des Kannibalen, wie er seine Opfer sucht und zerlegt. („Ich danke Dir Gott, für Nachtsichtgeräte, zwischen Nacht oder Nebel brauch’ ich keine Kraft zum Erlegen meiner Leibspeise – Zack! – und erledigt und Du wachst wie benebelt auf – nackt in'nem Käfig rufst: „Bitte lass mich am Leben!“ sieh den Hammer da – es reichen ein paar taktische Schläge wegen schwachen Gewebes bis zum Platzen des Schädels, dann zerhack’ und zerleg' ich dich per Axt oder Säge.“)
Der Skit Kinderliebe ist aus der Sicht eines fünfjährigen Mädchens („hör doch auf zu weinen, ein großes Mädchen jammert nicht“), welches von ihrem Vater vergewaltigt wird und aufgrund ihrer Unwissenheit nicht genau weiß, was passiert („[…] wir sitzen Angesicht zu Angesicht, Susi hat Angst im Blick, während ich ihr fast die Hand zerdrück: „Bitte, bitte nicht!“, ich halt die Hand von meiner Schwester fester und fester, doch Papi ist so stark, dass er mich wegzerrt: „Ist schon gut mein Engel, ich lieb dich doch auch!“ und Papi legt mich aufs Bett und danach zieht er sich aus.“).
Der dritte Skit Tod der Scheidung ist aus der Sicht eines Verwitweten Mannes, der seine Frau, die drei Wochen davor Suizid begangen hat, ausgräbt („Aber jetzt sind wieder vereint, wieder zu zweit, nie mehr allein. Ein Liebesbeweis Maus, du siehst so süß in deinem Kleid aus. Selbst tief in der Gruft riecht man noch deinen lieblichen Duft, aber warum bist du so still? Sag was, komm gib mir ’nen Kuss“).
Der letzte Skit Internetstars ist aus der Sicht eines Außenseiters, der Menschen entführt und diese für Snuff-Filme benutzt („Bitch sei leise, hast Du noch immer nicht gemerkt, dass ich kein Mitleid zeige. Midlifecrisis hin oder her, mittlerweile weißt Du […], dass Du den Raum hier nicht mehr lebend verläßt, sieh, deine Mum hat’ alle Hebel in Bewegung gesetzt. Doch der Keller ist dicht, sie findens nicht raus, wimmern erlaubt, doch wenn Du nicht aufhörst zu schrein, reiß ich Dir die Stimm'bänder raus.“)

### Technik
Sehr auffällig sind insbesondere die komplexen Reimschemata: Neben vielen Binnenreimen verwendet der Rapper fast durchgängig mehrsilbige assonant klingende Nomenreime, was bis dahin im Hip-Hop eher selten war. Hier ein Beispiel:

„Ich bin der Sohn von Unvernunft und Wissenschaft

und ne Untergrundvernichtungswaffe.

Wenn ich komme hast du besser ne Unfallschutzversicherungsakte.

Und du schaust ganz entspannt Schlagerparade,

denn deine Schlampe macht sich grade auf zur Krampfadermassage“

Außerdem bedient sich der Rapper an vielen Vergleichen und Metaphern, die er zum einen benutzt, um seine Rivalen zu erniedrigen und zum anderen benutzt, um gewisse Situation genauer darzustellen. Beispiel: („[…] deine Bitch zu fingern, ist wie Tintenfische füttern.“).

### Flow
Auch der Flow des Rappers auf dem Album ist besonders. So basiert der Flow des Rappers beinahe komplett auf dessen Reimen und auch Flowvariationen sind auf dem Album keine Ausnahme. Hierbei bedient sich der Rapper besonders an der Doubletime-Technik; bedeutet, er rappt in der doppelten Geschwindigkeit wie der Beat. Beim zweiten Part von Hart aber Herzlos bedient sich Hank an der triolischen-Technik, während er bei Introvertiert teilweise Halftime, eine Raptechnik, bei der man halb so schnell wie die BpM-Zahl des Beats rappt, verwendet.
Die Variationen zeichnen sich auch daraus aus, dass Hank seine Stimmlage während des Albums des Öfteren wechselt und sich der Atmosphäre bzw. Thematik des jeweiligen Songs anpasst. Laut eigenen Angaben wollte er damit ein Gegenteil zu den meisten anderen Rappern bilden, die bei ihren Songs meistens versuchen ihre Stimmlage möglichst nichts zu verändern und dementsprechend monoton klingen.

## Vermarktung
Im Vorfeld des Albums ging Hollywood Hank auf eine zehn Konzerte umfassende Tournee, mit dem Namen Hardcore Unterwegs Tour 2006, bei der neben ihm auch Frauenarzt, King Orgasmus One und JAW auftraten. Zu der Tour wurde eine limitierte Konzert-DVD veröffentlicht, die aufgrund der Streitigkeiten zwischen Rapz-Records und Hollywood Hank nicht mehr erhältlich ist.
Ebenfalls kurz davor wurde ein Video zu dem Song Introvertiert gedreht, das Hank zusammen mit einer nicht bekannten Person in einer leergeräumten Wohnung zeigt. Außerdem wurden Hollywood Hanks alte RBA-Runden von Rapz-Records zum freien Download freigegeben.

## Illustration
Das Cover zeigt ein Foto von Hank mit nacktem Unterkörper hinter einem Schaf stehend, was mit großer Wahrscheinlichkeit auf die sodomischen und allgemein sehr kontroversen Texte des Albums anspielen soll. Das Foto wird von einer Klammer gehalten und hat einen Blutfleck am linken Rand. Am rechten Rand steht in weißer Schrift Hardcore Entertainment presents: Hollywoodsfinest Ted Bundy und unter dem Foto Soziopath.

## Wiederveröffentlichung
Das Düsseldorfer Label Selfmade Records erwarb die Rechte für Soziopath. Daraufhin erschien das Album am 6. Dezember 2011 als Wiederveröffentlichung im Selfmade-Records-Shop.
Zeitgleich erschien ein Info-Video, in dem der Essener Rapper Favorite u. a. die aktuelle Lage von Hollywood Hank erklärte und darauf hinwies, dass der Verkauf der Soziopath-CD und von dazugehörigem Merchandise im Selfmade-Records-Shop begonnen hat. Die Verkaufserlöse gingen, laut Favorite, an Hollywood Hank, der seit längerer Zeit musikalisch und öffentlich nicht in Erscheinung trat. Favorite startete außerdem eine Rückhol-Aktion für Hollywood Hank mithilfe einer Fan-Page auf Facebook.
Zusätzlich zum Selfmade-Records-Shop ist das Album seit dem 16. Dezember 2011 auch auf iTunes erhältlich.

## Kritik
Das Album erhielt überwiegend positive Kritiken.
- Die Internetseite HipHop-Jam.net gab dem Album 5 von möglichen 5 Mics:

„Was passiert, wenn man die Insane Clown Posse auf eine Person reduziert, sie Deutsch und auf einem technisch extrem hohen Niveau rappen lässt? Keine Ahnung? Hier ist die Antwort: Hollywood Hank. Neben seinem Serienkiller-Pseudonym Hollywoodsfinest Ted Bundy hat Hollywood Hank einiges an Geschützen auf seinem Album aufgefahren und zeigt der ideenarmen Horrorcore Szene in Deutschland endlich mal, wo es lang zu gehen hat. “

- Die Internetseite rappers.in gab dem Album 8 von 10 Punkten:

„Hardcore Entertainment. Diese zwei Worte ziehen sich wie ein roter Faden durch das Erstlingswerk des Ostdeutschen Rappers Hollywood Hank. Hardcore Entertainment ist im Grunde die treffendste Beschreibung des ‚Soziopath‘-Albums. Auf insgesamt 20 Tracks wird der Zuhörer in die kranke Welt des Newcomers entführt, die weitgehend aus Drogen, Alkohol und Geschlechtskrankheiten besteht. Nebenbei wird natürlich noch die eine oder andere Mutter gefickt sowie eine mindestens zweistellige Anzahl schwuler deutscher Rapper. Begleitet von diversen Filmzitaten und bis auf eine Ausnahme durchgehend eigens produzierten Beats wird zu 100 % das Hollywoodsfinest-Programm gefahren. Das sehr mysteriös anmutende Intro leitet die ersten Battletracks ein, in denen Hollywood seine Attitüde deutlich macht.“